# 한국한성화교소학교

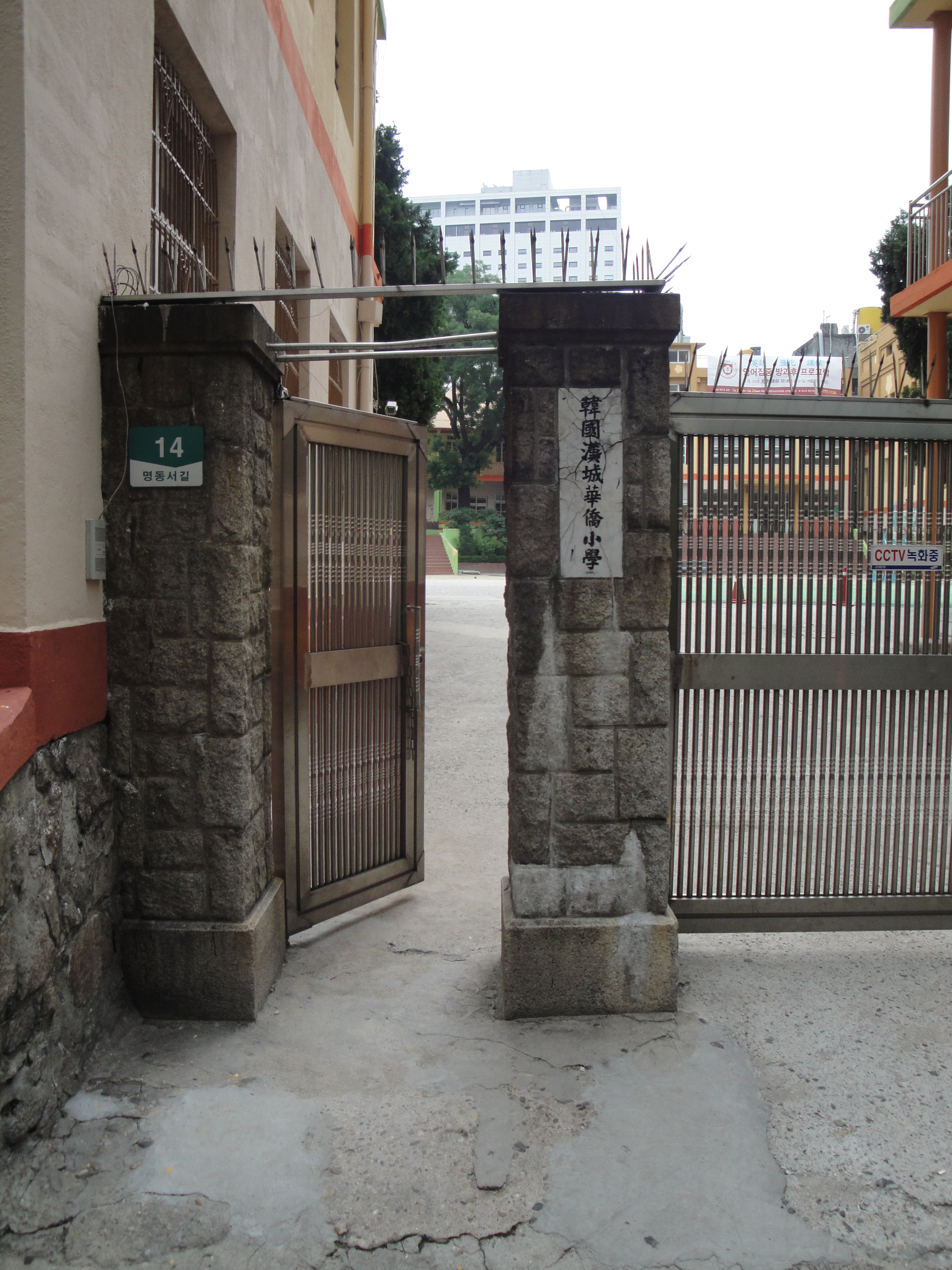
입구

한국한성화교소학교(韓國漢城華僑小學校, 중국어: 韓國漢城華僑小學 한궈 한청 화챠오 샤오쉐[*], 영어: Overseas Chinese Primary School)는 서울특별시 중구 명동에 위치한 외국인 학교로 1909년 9월 개교하였다. 인천화교소학교에 이어 국내 두 번째 화교 학교이다. 중화민국(타이완)계 외국인 학교로서 한국에서 최초로 정식 인가를 받고 설립된 학교이다. 1960~70년대에는 학생수가 2,300명에 달해 당시 세계 3위 규모의 화교 학교였다.
교육은 본국 타이완의 교육방침에 따라, 중국어로 그 교육과정에 준해서 실시되고 있다. 또한 정규 체육수업 이외에 일주일에 1시간 우슈 라는 권법과 봉술을 주로 다루는 수업을 따로 만들어 가르치고 있다.
그 밖에도 한국어 수업이나 한국 서술형 수학 같은 한국식 수업도 존재한다.
설담: 과거에 어떤 한 학생이 상한우유를 실수로 옆건물(주한 중국 대사관)에다 던져 후배 학생들에게 유명해진 사건이 있다.

## 동문
- 강래연
- 설영흥
- 주현미
- 구정원

## 같이 보기
- 중화민국 교육부
- 한국한성화교중고등학교